# Modesto Lacen
Modesto Lacen (Loíza, 20 de diciembre de 1976) es un actor puertorriqueño, que ha aparecido en varias películas y en diversas telenovelas tanto en Estados Unidos como en países hispanoamericanos. También ha incursionado en radio y teatro. Es más conocido, por sus papeles en telenovelas como La esclava blanca y Celia, y por algunos de sus papeles en cine.
Estudió en la Universidad de Puerto Rico, donde obtuvo bachiller en Bellas Artes. Se graduó también de magna cum laude, aprendiendo a hablar inglés, francés y portugués.

### Televisión
| Año       | Serie                 | Personaje                      |
| --------- | --------------------- | ------------------------------ |
| 2024      | Devuélveme la vida    | Graciliano Mosquera            |
| 2018      | Nicky Jam: El ganador | Pedro                          |
| 2016      | La esclava blanca     | Tomás                          |
| 2015-2016 | Celia                 | Pedro Knight Caraballo (joven) |
| 2012      | Relaciones peligrosas | Bertrand Dupont                |
| 2011      | El Don                | Zeta                           |
| 2004      | Barrios               | Camelio López (Miniserie)      |

### Cine
| Año  | Película                       | Personaje                   |
| ---- | ------------------------------ | --------------------------- |
| 2023 | Plane                          | Antonio Ortega              |
| 2017 | Sol de Medianoche              | Tony Puma (posproducción)   |
| 2017 | Dos caminos                    | TBA                         |
| 2017 | ¡He matado a mi marido!        | Mosi                        |
| 2017 | El Chata                       | Papillón                    |
| 2016 | Angelica                       | Juan                        |
| 2015 | Millie and the Lords           | Enrique                     |
| 2011 | No me visites...               | Miguel                      |
| 2010 | Aventura verde                 |                             |
| 2008 | Las dos caras de Jano          |                             |
| 2006 | Entremedio                     | Roberto                     |
| 2006 | El cimarrón                    | Jacinto                     |
| 2005 | El cuerpo del delito           | Jeremiah                    |
| 2004 | Desamores                      | Isabelo Andújar             |
| 2004 | Dirty Dancing 2: Havana Nights | Ramón                       |
| 2003 | Bala perdida                   |                             |
| 2003 | La otra mafia                  |                             |
| 2001 | Santa Cristal                  | Tomás Cruseiro / Juan Pérez |
| 2001 | Segunda luna de miel           | Waiter                      |
| 2001 | 12 Horas                       | Asaltante                   |
| 2000 | El beso que me diste           | Camarógrafo                 |
| 1999 | Secuestro en el paraíso        | Jamie                       |
| 1998 | Mi día de suerte               |                             |
| 1996 | Héroes de otra patria          | Daily                       |